# Девонський період
| Девонський період                                             |                                                                                       |
| Хронологія                                                    | 419.2–358.9 млн років тому                                                            |
| Середня концентрація кисню (O2) впродовж періоду              | бл. 15 % (75 % від сучасного рівня)                                                   |
| Середня концентрація вуглекислого газу (CO2) впродовж періоду | бл. 2200 ppm (у 8 разів більше доіндустріального періоду)                             |
| Середня температура поверхні впродовж періоду                 | бл. 20 °C (на 6 °C вище сучасного рівня)                                              |
| Рівень моря (вище або нижче сучасного рівня, в метрах)        | Відносно стабільний рівень в +180 м, поступово знижувався до +120 м до кінця періоду. |

Де́вонський пері́од, девон (англ. Devonian, нім. Devon) — четвертий геологічний період палеозойської ери.

## Загальна характеристика
У стратиграфічній шкалі наступний за силурійською системою (періодом, добою) і передує кам'яновугільній системі (періоду, добі). Настав близько 400 млн років тому, тривав близько 55 млн років і закінчився близько 345 млн років тому.
Девон розділений на 3 відділи (верхній, середній, нижній) і 7 ярусів (Фаменський (Чаутауквенський), Франський, Живетський, Ейфельський, Емський, Празький, Жединський).
Початок періоду характеризувався відступом моря і накопиченням товщ потужних континентальних червоно-кольорових відкладів; клімат континентальний, посушливий. В ранньому девоні завершилася каледонська складчастість, пізніше відбувалися великі трансгресії.
Середній девон — епоха занурень; наростання морських трансгресій, активізація вулканічної діяльності; потепління клімату.
Кінець періоду — скорочення трансгресій, початок герцинської складчастості, регресії моря.
До відкладів девону приурочені значні і середні скупчення нафти і газу, горючих бітумінозних сланців, кам'яного вугілля, кам'яної і калійної солей, мідистих пісковиків, залізних руд, бокситів тощо.
В Україні девонські відклади поширені у Дніпровсько-Донецькій западині (потужність 5,5 — 6 тис. м), на Волино-Подільській плиті, у Переддобруджинському прогині та ін. З ними пов'язані поклади нафти, газу, кам'яної та калійної солей тощо. Значні запаси кам'яної солі приурочені до верхньодевонських відкладів Прип'ятської і Дніпровсько-Донецької западин.

## Походження назви
Девон — від назви англійського графства Девоншир.

## Підрозділи
| Система/ Період                                                        | Відділ/ Епоха      | Ярус/ Вік         | Вік (млн років) | Вік (млн років) |
| ---------------------------------------------------------------------- | ------------------ | ----------------- | --------------- | --------------- |
| Карбон, С                                                              | Міссісіпій         | Турнейський, C1t  | молодше         | молодше         |
| Девон, D                                                               | Верхній/Пізній, D3 | Фаменський, D3fm  | 358,9           | 372,2           |
| Девон, D                                                               | Верхній/Пізній, D3 | Франський, D3f    | 372,2           | 382,7           |
| Девон, D                                                               | Середній, D2       | Живетський, D2zv  | 382,7           | 387,7           |
| Девон, D                                                               | Середній, D2       | Ейфельський, D2ef | 387,7           | 393,3           |
| Девон, D                                                               | Нижній/Ранній, D1  | Емський, D1e      | 393,3           | 407,6           |
| Девон, D                                                               | Нижній/Ранній, D1  | Празький, D1p     | 407,6           | 410,8           |
| Девон, D                                                               | Нижній/Ранній, D1  | Лохковський, D1l  | 410,8           | 419,2           |
| Силур, S                                                               | Пржидольска, S3    | поділ відсутній   | древніше        | древніше        |
| Підрозділи Девонської системи наведені згідно МКС, станом на 2018 рік. |                    |                   |                 |                 |
| п о р                                                                  |                    |                   |                 |                 |

## Біота
У девоні існували водорості, псилофіти, пізніше з'явилися членистостеблові, плавунові (п'ядичеві) і примітивні папороті.

### Фауна
Морські басейни населяли форамініфери, корали, молюски, остракоди тощо.
Девон часто називають віком риб, через великий розквіт риб в цю епоху. З'явилися хрящові та кісткові риби, лопатепері. В цей час з'являється перша акула — Gogoselachus lynnbeazleyae. Цікавими представниками риб є панцирні риби

### Дводишні(Dipnoi або Dipneusti)

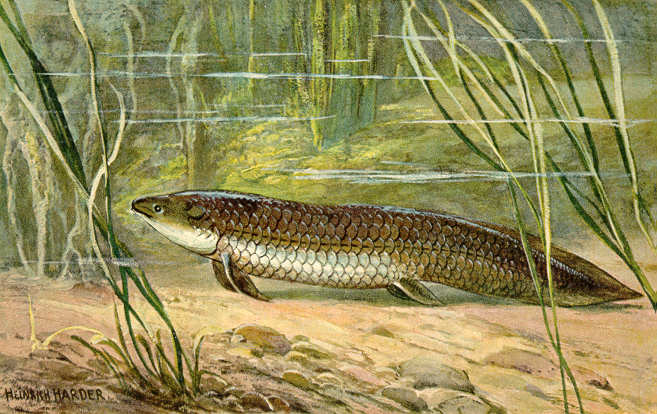
Реконструкція вимерлої дводишної риби цератоди

У ранньому девоні тропічні озера і річки стали домівкою для дводишних — групи лопатеперих риб, в яких ще були зябра, але які могли дихати й повітрям, якщо у воді не вистачало кисню. Завдяки цьому, на відміну від решти риб, вони не ризикували задихнутися в теплих, застійних водах. Одна з перших дводишних риб —диптерус — добре відома по скам'янілостям з Європи та Північної Америки. Вона сягала 50 см довжини, мала тіло циліндричної форми і різко випнутий догори хвіст.

Дводишні риби належали до лопатеперих риб (Sarcopterygii), які мали сильні плавці, що робило їх схожими на кінцівки. Хоча вони мали легені та плавці-лапи, навряд чи вони були предками плазунів і всіх розвинутих наземних хребетних (чотириногих, Tetrapoda). Швидше всього, предками плазунів були представники іншої групи лопатеперих — кистепері риби

### Перші наземні тварини

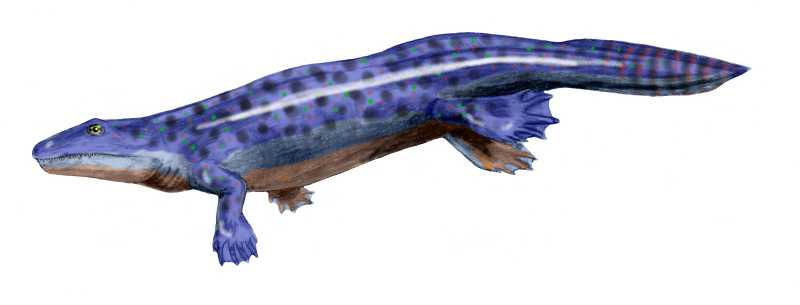
Реконструкція іхтіостеги

У девоні вийшли на сушу перші земноводні. На жаль, відомо дуже мало скам'янілих залишків девонських земноводних. У Гренландії було знайдено скам'янілості двох найвідоміших викопних земноводних — іхтіостеги і акантостеги. В них були довгі, рибоподібні тіла, чотири лапи, але лопатеподібні хвости, як у риб. Незважаючи на свою близьку спорідненість з рибами, вони мали багато пристосувань для життя на суші. Вони дихали частково легенями, а частково шкірою. Їхні скелет був достатньо міцним, щоб витримати вагу власного тіла, яка відчувалася після виходу з води. Недавні дослідження показали, що їхні лапи не могли довго втримувати вагу тіла. Це змусило деяких вчених засумніватися в тому, що іхтіостеги і акантостеги були досить спритними на землі, як вважалося раніше. Напевно, для іхтіостег і акантостег вода була місцем де вони харчувалися та розмножувалися, а на сушу вони вилізали, рятуючись від хижих риб.

### Флора

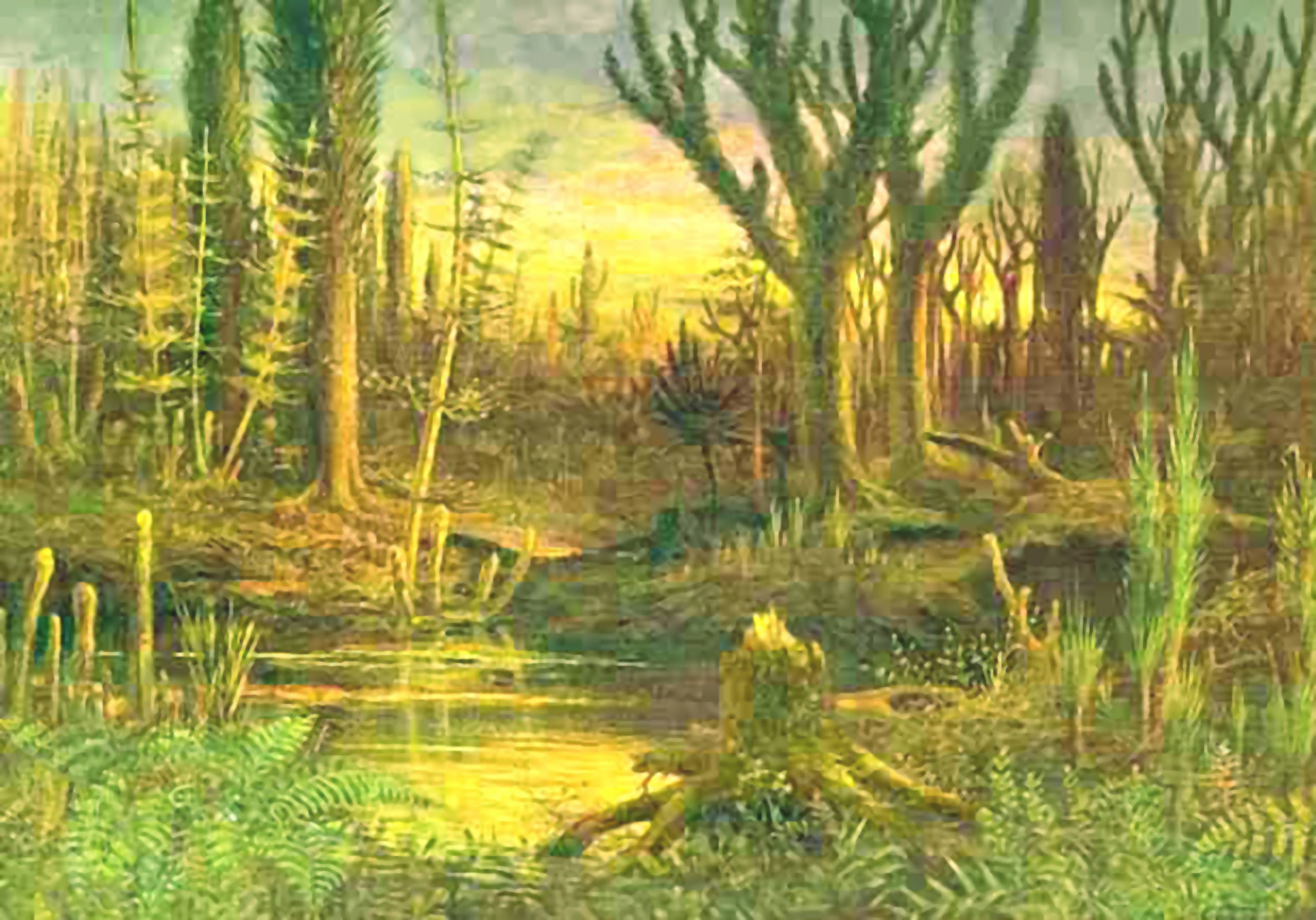
У девонському періоді рослини вийшли на сушу.

На землі з'явилися плауноподібні, хвощеподібні, папоротеподібні і голонасінні, багато з яких були представлені деревними формами (з'явилися ліси).
Уявлення про те, що перші ліси, що з'явилися в девонському періоді, були утворені деревами одного виду, не підтвердилися при ретельному вивченні найвідомішого скупчення викопних деревних решток біля містечка Гілбоа (Gilboa, штат Нью-Йорк, США). Мабуть, у цих лісах було, принаймні, три типи різних деревних рослин, що займають різні яруси.
Перші дерева і, відповідно, перші ліси з'явилися на Землі в середньому девоні — 398—385 млн років тому. Це був початок того періоду в розвитку біосфери, який Г. А. Заварзін назвав «плантієм» (від англ. «Plant» — рослина), оскільки вищі судинні рослини, завоювавши сушу ставали основними продуцентами на Землі. Їх надзвичайно висока продукція (приріст маси) і досить велика біомаса забезпечували вивід з кругообігу великої кількості вуглецю, що приводило до істотного зниження вмісту вуглекислого газу в атмосфері. «Плантій» триває і зараз, але про його початок нам відомо дуже мало.
Перші знахідки скам'янілих решток дерев девонського періоду були зроблені ще в 1920-х роках в штаті Нью-Йорк (США), при розкопках кар'єра в околицях Гілбоа (Gilboa Fossil Forest). Роздуті основи стовбурів дерев, що відносяться тепер до роду Eospermatopteris (клас вимерлих рослин Cladoxylopsida, родинний папоротям), — все, що залишилося від цього стародавнього лісу. Передбачалося, що ріс він на болоті (для болотних рослин нерідкі роздуті основи) і складався лише з дерев одного ярусу. Втім, як виглядали самі дерева і якого вони були розміру, залишалося неясним.
Тільки в 2007 році група вчених на чолі з Вільямом Стейном (William E. Stein; університет Бінгхемптона (Binghampton)) зуміла за збереженими залишками відтворити загальний вигляд Eospermatopteris. З'ясувалося, що це були дерева з нетовстим стовбуром, заввишки близько 8 і більше метрів. Нагорі стовбур вінчала корона позбавлених листя гілок, так що в цілому рослина злегка нагадувало пальму або деревоподібну папороть.
Згодом в журналі Nature з'явилася інша робота Стейна і його колег. Цього разу дослідники звернулися до того самого кар'єру близько Гілбоа, де були знайдені перші рештки Eospermatopteris. Вони обережно вилучили ґрунт, що заповнив кар'єр (іноді вимивали його сильним струменем води), і докопалися до «дна» — шару стародавнього ґрунту, за яким були розкидані основи дерев так, як вони росли. На ділянці площею 1200 м² дослідники виявили 486 різних об'єктів, які можна було трактувати як залишки рослин. Більшість об'єктів — це різного ступеня збереження основи дерев Eospermatopteris. Але крім них були присутні рештки ще двох типів рослин. Одні (мабуть, представники порядку Aneurophytales з повністю вимерлого класу Progymnospermopsida, далеких предків голонасінних) виглядали як горизонтально лежачі стебла діаметром близько 15 см, а в довжину досягають 4 м. Ці «стебла», або правильніше сказати «різоми» (кореневища), іноді дихотомічно гілкувалися. Було також очевидно, що вони дуже близько підходили до рослин Eospermatopteris і, можливо, використовували їх як опору для зростання (на зразок ліан). Нарешті, треті рослини, знайдені на тій же ділянці — це представники деревоподібних плаунів Lycopsida. Від них залишилися тільки горизонтальні стебла діаметром близько 15 см. Сказати точніше про зовнішній вигляд цих рослин та їх систематичну приналежність поки неможливо: занадто мало матеріалу.
Таким чином, ліс, що існував в девонського періоду в тому місці, де зараз розташовується вивчений кар'єр, був не настільки простим і включав принаймні три типи різних деревних рослин. Стейн і його колеги вважають, що умови, в яких розвивалося це рослинне угруповання, не відрізнялися стабільністю. Аналіз відкладень з сусідніх місць свідчить про те, що час від часу тут спостерігалося значне підвищення рівня внутрішнього моря і затоплення лісу. На закінчення треба зазначити, що ґрунт, вилучений з кар'єру, після закінчення робіт було повернуто на своє колишнє місце. Багатий скам'янілостями шар знову під захистом шару осадів.